# Tetragnatha netrix
Tetragnatha netrix är en spindelart som beskrevs av Simon 1900. Tetragnatha netrix ingår i släktet sträckkäkspindlar, och familjen käkspindlar. Inga underarter finns listade i Catalogue of Life.